# Conarete mihijamensis
Conarete mihijamensis är en tvåvingeart som beskrevs av Grover 1964. Conarete mihijamensis ingår i släktet Conarete och familjen gallmyggor. Inga underarter finns listade i Catalogue of Life.